# Евангелие от Иоанна
Евангелие от Иоанна (др.-греч. Εὐαγγέλιον κατὰ Ἰωάννην (Kata Iōannēn, букв. «по Иоанну», «в соответствии с Иоанном»), лат. Evangelium secundum Ioannem) — четвёртая книга библейского Нового Завета.
По христианской традиции считается, что она была написана апостолом Иоанном, «возлюбленным учеником» Иисуса Христа, который позже был назван Иоанном Богословом.

## Авторство
Церковное предание традиционно считает, что автором является апостол от двенадцати Иоанн Зеведеев, получивший за высокое богословие этого Евангелия эпитет «Богослов».
В самом тексте Евангелия имя автора ни разу не упоминается, однако говорится (Ин.21:20—24), что Евангелие написано «учеником, которого любил Иисус и который на вечери, приклонившись к груди Его, сказал: Господи! кто предаст Тебя?». По мнению части современных исследователей, апостол от двенадцати Иоанн Зеведеев не был его автором.
Американский теолог-фундаменталист Меррилл Ф. Ангер, используя метод исключения, доказывает, что «любимый ученик» на самом деле является апостолом Иоанном Зеведеевым:

[Идентификация Иоанна и авторства]… может быть выведено из [следующих] фактов. Он указывает точные часы, когда совершились определенные события (Ин.1:39; Ин.4:6,52; Ин.19:14). Он приводит точные слова апостола Филиппа (Ин.6:7; Ин.14:8), Фомы (Ин.11:16, Ин.14:5), Иуды (не Искариота) (Ин.14:22) и Андрея (Ин.6:8—9). Он прильнул к груди Иисуса на Вечере в ночь предательства (Ин.13:23—25). И был одним из трех апостолов «ближнего круга» — Петра, Иакова и Иоанна. При этом Петр отличается от этого автора по имени (Ин.1:41—42; 13:6,8), а Иаков принял мученическую смерть очень рано, задолго до того, как Евангелие было написано (Деян.12:2). У него есть особенный способ представлять себя (Ин.13:23; Ин.19:26; Ин.20:2; Ин.21:7,20). Эти факты в совокупности делают затруднительным прийти к иному выводу, чем к тому, что Иоанн был автором Евангелия, которое носит его имя.
По вопросу об авторстве Евангелия существует широкий спектр мнений, в числе возможных авторов, кроме самого апостола Иоанна, называют Иоанна Иерусалимского (внешние данные не подтверждают его существования), пресвитера (или старца) Иоанна и группу учеников апостола Иоанна.
Шотландский теолог Уильям Баркли, не сомневаясь, что автором последнего Евангелия является Иоанн Зеведеев, тем не менее полагал, что записал его не сам апостол, а другой Иоанн — пресвитер. Баркли пишет:

Нам нужно ответить еще на один вопрос. Мы уверены в том, что за четвертым Евангелием стоят ум и память апостола Иоанна, но мы видели, что за ним стоит еще свидетель, который написал его, то есть, буквально изложил его на бумаге. Можем мы выяснить, кто это был? Из того, что оставили нам раннехристианские писатели, мы знаем, что в то время в Ефесе было два Иоанна: апостол Иоанн и Иоанн, известный как Иоанн-пресвитер, Иоанн-старейшина.
Папий (70—145 гг.), епископ Иераполя, любивший собирать все, что относится к истории Нового Завета и жизнеописанию Иисуса, оставил нам очень интересную информацию. Он был современником Иоанна. Папий пишет о себе, что он пытался узнать, «что сказал Андрей, или что сказал Петр, или что было сказано Филиппом, Фомой или Иаковом, или Иоанном, или Матфеем или любым из учеников Господа, или что говорят Аристион и пресвитер Иоанн — ученики Господа». В Ефесе были апостол Иоанн и пресвитер Иоанн; причем пресвитер (старейшина) Иоанн был столь любим всеми, что он, в действительности, был известен под именем пресвитер старец; совершенно очевидно, что он занимал особое место в Церкви. Евсевий (263—340 гг.) и Дионисий Великий сообщают, что еще и в их время в Ефесе были две знаменитые могилы: одна — Иоанна апостола, другая — Иоанна-пресвитера.
А теперь обратимся к двум коротким посланиям — Второму и Третьему посланиям апостола Иоанна. Послания эти написаны той же рукою, что и Евангелие, а как они начинаются? Второе послание начинается словами: «Старец избранной госпоже и детям её» (2Ин.1). Третье послание начинается словами: «Старец — возлюбленному Гаию» (3Ин.1). Вот оно, наше решение. В действительности послания записал Иоанн-пресвитер; в них получили отражение мысли и память престарелого апостола Иоанна, которого Иоанн-пресвитер всегда характеризует словами «ученик, которого любил Иисус».

## Время создания

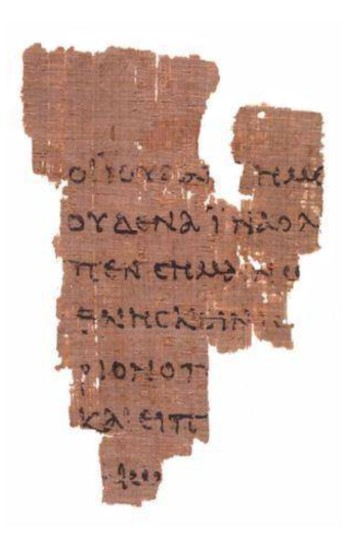
Папирус 52 — древнейшая новозаветная рукопись, дошедшая до нашего времени

Некоторые учёные считают датой написания текста периоды 80—95 или 90—110 годов.
Американский библеист Дэниел Б. Уоллес самой обоснованной датой считает 60 год, приводя следующие аргументы:
- датировка папируса P52 около 100—150 годами — в сочетании с Эгертонским Евангелием[англ.] примерно той же датировки (Британская библиотека) и документами мужей апостольских, в которых использовались как Иоанн, так и Синоптические Евангелия, — практически немыслима, если датировать Иоанна 90-ми годами;
- в Евангелии от Иоанна 5:2 автор говорит: «Есть же в Иерусалиме у Овечьих ворот купальня, называемая по-еврейски Вифезда, при которой было пять крытых ходов». Не обсуждая все возможные интерпретации этого стиха, достаточно сказать, что (а) глагол «есть» (ἐστιν) не может быть историческим настоящим, и (б) Овчая купель (бассейн) была разрушена в 70 году н. э. Наиболее правдоподобным выводом является то, что это Евангелие было написано до года разрушения;
- в Евангелии разрушение Иерусалима (66—71) не упоминается, что также согласуется с датой до 66 года н. э.[8]

## Содержание
Евангелие от Иоанна отличается по содержанию от остальных трёх, т. н. «синоптических» Евангелий Нового Завета. По преданию, ученики Иоанна Богослова попросили своего учителя написать о жизни Иисуса то, что не вошло в синоптические Евангелия.

«Уже и Марк, и Лука дали людям свои Евангелия, а Иоанн, говорят, все время проповедовал устно и только под конец взялся за писание вот по какой причине. Когда первые три Евангелия разошлись повсюду и дошли до него, он, говорят, счел долгом засвидетельствовать их правдивость, но заметил, что в них недостает рассказа о первых деяниях Христовых, совершенных в самом начале Его проповеди. И это верно. /…/Иоанна, говорят, стали поэтому упрашивать поведать в своем Евангелии о том времени, о котором молчат первые евангелисты, и о делах, совершенных Спасителем тогда, а именно — до заключения Крестителя.»

Эти записи и составили данное Евангелие. Несмотря на то, что как литературное целое Евангелие от Иоанна было, по мнению многих исследователей, составлено позднее синоптических Евангелий, «Иоанновское предание в некоторых существенных элементах, его составляющих, может быть древнее предания синоптического».
Текст Евангелия от Иоанна (содержащий 21 главу) некоторые эксперты условно делят на четыре части:

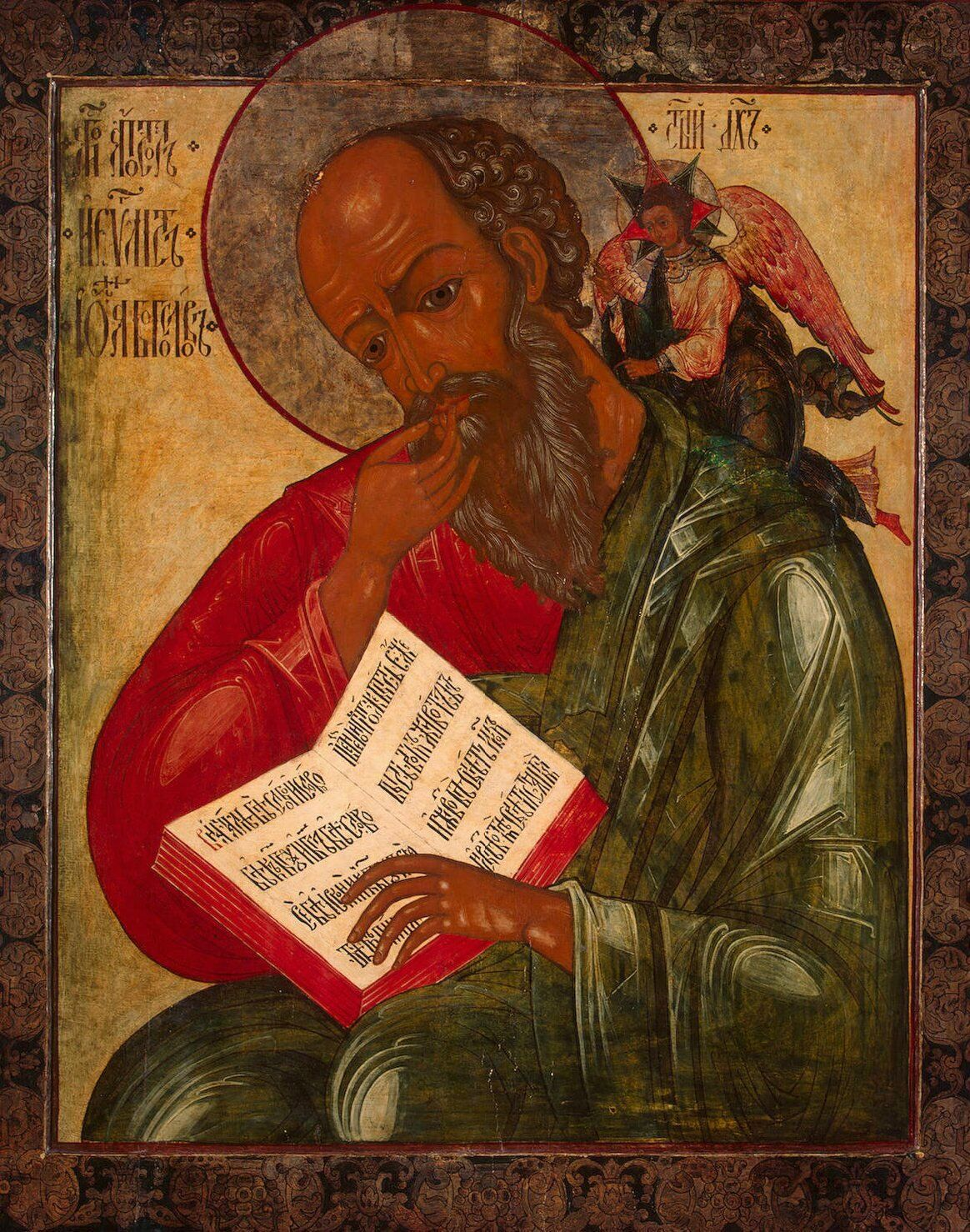
Ап. Иоанну Ангел шепчет на ухо текст Евангелия от Иоанна, открытого на «В начале бе Слово» (Иоанн Богослов в молчании, Нектарий Кулюксин, 1679 год, Эрмитаж)

- Пролог — гимн о Христе, как воплотившемся вечном Слове и Боге,
- Проповеди и чудеса земной жизни Иисуса Христа,
- Страсти Христовы — период от тайной вечери до воскресения,
- Эпилог — явление воскресшего Христа ученикам-апостолам.

По сравнению с синоптическими Евангелиями произведение Иоанна Богослова представляет наивысший уровень христологии, описывая Иисуса Христа в качестве вечного Логоса (Слово, Мудрость, Причина), который находится у истоков и в начале всех явлений, рассказывая о его земной жизни в качестве Спасителя человечества и объявляя его Богом.
По мнению религиоведа К. Рудольфа, текст Евангелия содержит явные параллели с гностицизмом: противопоставление Бога и дьявола (или мира, «космоса»), света и тьмы, признание мира как царства «лукавого», разделение людей на происходящих «от Бога» и «от мира или дьявола», указание на то, что «иудеи не знают Бога». Гностики, в частности валентиниане, пользовались цитатами из этого Евангелия, а ученик Валентина, Гераклеон, даже составил комментарий на него, Ириней Лионский свидетельствует, что само Евангелие было написано для опровержения ереси валентиниан.